# فيلا فرانكا دي إكسيرا
فيلا فرانكا دي شيرا هي مدينة من مدن البرتغال. يبلغ عدد سكانها 136,886 نسمة وذلك حسب إحصائيات سنة 2011. تبلغ مساحتها 318.19 كم².

## توأمة
لفيلا فرانكا دي شيرا اتفاقيات توأمة مع:
- فيلجويف

## أعلام
- تياغو كاييرو
- خوسيه دا كوستا إي سيلفا
- ديوغو سانتوس
- ديوغو فيجويراس
- إيفان كافاليرو

## وصلات خارجية
- الموقع الرسمي